# Jiřina Hauková
Jiřina Hauková (ur. 27 stycznia 1919 w Přerovie, zm. 15 grudnia 2005), poetka czeska.
Była córką Karela Hauke, wydawcy i dziennikarza lokalnej gazety w Přerov. Ukończyła tamtejsze gimnazjum, podjęła następnie studia filologiczne w zakresie anglistyki i bohemistyki w Brnie. Pracowała również w gazecie "Obzor" ("Horyzont") w Přerov. Studia, przerwane w czasie II wojny światowej, kontynuowała później na Uniwersytecie Karola w Pradze (ukończyła w 1949), tym razem w dziedzinie anglistyki i estetyki. Podjęła następnie pracę w Ministerstwie Informacji, a od 1950 zajęła się literaturą.
Jako poetka była związana z Grupą 42 (Skupina 42), obok m.in. Ivana Blatnego i swojego męża, znanego krytyka sztuki Jindřicha Chalupecký'ego. Po 1968 była objęta cenzorskim zakazem publikacji, jej utwory ukazywały się w drugim obiegu lub poza krajem. Była cenioną tłumaczką literatury angielskiej, m.in. Edgara Allana Poego, T.S. Eliota (Ziemia jałowa), Emily Dickinson, Johna Keatsa, Dylana Thomasa.
W 1996 wspólnie ze Zbynkiem Hejdą otrzymała nagrodę literacką im. Jaroslava Seiferta za całokształt twórczości. 
W 1997 została odznaczona Medalem Za zasługi I stopnia.
Na język polski była tłumaczona przez Leszka Engelkinga, który blok jej wierszy włączył do swej antologii Maść przeciw poezji (Wrocław 2009).

## Publikacje
Opublikowała tomy poezji:
- Přísluní (1943)
- Cizí pokoj (1946)
- Oheň ve sněhu (1958)
- Rozvodí času (1970)
- Spodní proudy (1988 wydanie poza Czechosłowacją, 1992 wydanie krajowe)
- Motýl a smrt (1990)
- Světlo září (1995)
- Mozaika z vedřin (1997)
- Večerní sprška